# Gene Ollrich
Eugene William Ollrich, conosciuto anche come Moe Ollrich, detto Gene (Hammond, 30 giugno 1922 – San Luis Obispo, 16 giugno 2008), è stato un cestista statunitense, professionista nella NBA.